# Lorna (còmic)
Lorna és una sèrie de còmic de ciència-ficció i erotisme creades el 1979 per Cidoncha, al guió, i Alfonso Azpiri, al dibuix, i desenvolupada posteriorment per l'últim d'ells com a únic autor.

## Trajectòria editorial
A més d'aparèixer per primera vegada en les revista Mastia i continuar el seu desenvolupament en Cimoc i Humor a Tope, Lorna ha estat publicada també a "Penthouse" i a "Heavy Metal". Norma Editorial ha llançat vuit àlbums recopilatoris de les seves historietes:
- 1981 Lorna (també Lorna y su robot) (ISBN 84-85475-04-6)
- 1984 Las nuevas aventuras de Lorna y su robot (ISBN 84-85475-50-X)
- 1996 Druuna, Lorna Mouse Club (ISBN 84-8431-672-6)
- 1998 Leviatán (ISBN 84-7904-652-X)
- 2001 El arka (ISBN 84-8431-344-1)
- 2003 El ojo de Dart-An-Gor (ISBN 84-8431-810-9)
- 2005 Sombras perdidas (ISBN 84-9814-069-2)
- 2006 Las torres negras (ISBN 84-9814-060-9)

Posteriorment, Planeta va començar a recopilar la sèrie en una col·lecció "integral" el 2009, i va publicar nous títols:
- 2010 El cementerio de marfil rojo (ISBN 978-84-674-9182-1)
- 2011 Rescate (ISBN 978-84-684-0235-2)